# Hyalinia tumidula
Hyalinia tumidula är en svampart som först beskrevs av Roberge ex Desm., och fick sitt nu gällande namn av Jean Louis Emile Boudier 1907. Hyalinia tumidula ingår i släktet Hyalinia och familjen vaxskålar.   Inga underarter finns listade i Catalogue of Life.